# Верхньорейнський нафтопереробний завод
49°03′34″ пн. ш. 8°19′47″ сх. д. / 49.059317° пн. ш. 8.329647° сх. д.
Верхньорейнський нафтопереробний завод (нім. MiRO Mineraloelraffinerie Oberrhein GmbH & Co. KG (MiRO)) — найбільший нафтопереробний завод Німеччини, розташований в Карлсруе.

## Історія
У 1962 році відкрито Esso-Raffinerie підрозділ Esso та перейменовано в 1993 році на DEA-Scholven GmbH. 
DEA-Scholven GmbH перейменовано на Oberrheinische Mineralölwerke GmbH в 1969 році. 
Обидва нафтопереробні заводи були розташовані поруч у районі Кнілінген Карлсруе, відокремлені лише річкою Альб, що викликало гостру конкуренцію. 
Щоб мати можливість конкурувати з нафтопереробними заводами в інших регіонах, ці два нафтопереробні заводи об’єдналися 1 жовтня 1996 року в єдину нафтопереробну компанію, яка отримала назву «MiRO Mineraloelraffinerie Oberrhein». 

Через ескалацію російсько-української війни 16 вересня 2022 року тодішній німецький уряд Шольца передав компанію «Роснефть», яка володіє 25 відсотками MiRO, під оруду Федерального мережевого агентства. 

## Виробництво
Майже 99 відсотків нафти , яку переобляє нафтопереробний завод, надходить із Трансальпійського нафтогону, який закінчується в Карлсруе. 
Південноєвропейський нафтогін, який також закінчується в Карлсруе, також підключений до нафтопереробного заводу MiRO, але більше не використовується. 
Ця залежність від одного трубопроводу спричиняла численні збої в минулому, як-от у грудні 2020 року, коли через холодні погодні умови вийшли з ладу насоси. 

Згідно з власними заявами компаній, переробляється близько 15 мільйонів тонн нафти, в результаті чого виробляється одна третина споживання бензину в Німеччині і одна восьма споживання дизельного палива в Німеччині. 